# Portal Tomb von Cashel
Das Portal Tomb von Cashel befindet sich im gleichnamigen Townland im County Tyrone in Nordirland nahe der Straße von Cookstown nach Omagh. Es liegt in sumpfigem Gelände neben einem Bach; das Gelände steigt kurz dahinter steil an.
Das Tomb von kleinen Ausmaßen ist von Nordosten nach Südosten orientiert. Die zwei Portalsteine ragen 0,8 m aus dem Boden; zusammen mit zwei längeren, schmalen Steinen formen sie die Kammer. Der Dachstein misst 1,4 × 1,7 m und ruht am Kammerende auf einem weiteren Stein.
Die Anlage ist seit einigen Jahren als Scheduled Monument eingestuft.